# Localia Televisión
Localia Televisión (o Localia TV, o simplement Localia) va ser una xarxa de televisions locals gestionades per Promotora de Emisoras de Televisión (Pretesa, una filial del grup PRISA) repartides per Espanya que va començar la seva activitat l'any 2000 i va finalitzar el 2009.

## Història
Localia va néixer a finals del 1999 a Madrid, quan el grup PRISA va comprar la televisió local Tele Ocio, arribant a tenir fins a un total de 92 canals (siguin associats o comprats per PRISA) en el moment del seu tancament. Totes aquestes televisions locals emetien amb la mateixa imatge corporativa i difonien continguts en cadena, com sol succeir a la ràdio. Els programes emesos solien ser pel·lícules o sèries. A més, l'aposta de la cadena es complementava amb continguts locals. El 13 de novembre de 2008, el consell d'administració de Pretesa va anunciar la clausura de les emissions pel 31 de desembre d'aquell any. L'empresa considerava que el seu negoci audiovisual no és viable a causa de les dificultats i incoherències que presenta el marc regulatori actual, la saturació de llicències de TDT i el desordenat desenvolupament del sector.